# Джаббаров, Фаик
Фаик Джаббаров (азерб. Faiq Cabbarov; род. 26 июня 1972, Кировабад, Азербайджанская ССР, СССР) — азербайджанский футболист, большую часть карьеры провёл в «Кяпазе». В 1997 году был признан футболистом года в Азербайджане, по версии газеты «Идман».

## Биография
Джаббаров начал профессиональную карьеру в 1990 году в составе «Кяпаза» ещё в чемпионате СССР. В том же году он провёл один матч за «Автомобилчи». После недолгого возвращения в «Кяпаз» он перешёл на два сезона в бакинский «Нефтчи», с которым сыграл свой первый сезон в чемпионате Азербайджана. Затем он снова вернулся в родной «Кяпаз», за который играл до сезона 1998/99. Со своим клубом он стал трёхкратным чемпионом Азербайджана и столько же раз выигрывал кубок страны. Также во время игры за «Кяпаз» Джаббаров сыграл 21 матч за сборную Азербайджана. После перехода в «Шамкир» карьера футболиста пошла на спад. Во втором сезоне он утратил место в основном составе и перешёл в «Шафу». Однако и там Джаббаров закрепиться не смог, затем он пробовал вернуться в «Шамкир», а завершил карьеру в родном «Кяпазе», за который в общей сложности сыграл 195 матчей и забил 19 голов. В 2010 году вернулся в «Шамкир» в статусе главного тренера, с которым проработал один сезон.
В январе 2017 года в прессе начала распространяться информация о смерти Джаббарова. Его брат, Саттар Джаббаров, заявил, что в он уже 3-4 дня не виделся с семьёй. В последнее время бывший футболист жил в Гяндже в общежитии. Семья обратилась в полицию, запросы в морги и больницы не дали результатов. В итоге 12 января родственники футболиста заявили, что он вернулся домой.